# ディクショナリー・オブ・フィロソフィー・オブ・マインド
ディクショナリー・オブ・フィロソフィー・オブ・マインド（Dictionary of Philosophy of Mind）は、心の哲学専門の無料オンライン辞書。記事は専門家が執筆し、ピアレビューを経た上で公開されている。主席編集者はカナダのウォータールー大学哲学科准教授クリス・エリアスミス。項目数は2007年3月現在で216本。

## 概要
主に運営に携わっているのはエリアスミスを中心に14人。記事の執筆者は2007年3月現在で31人。執筆後は、ピアレビューが行なわれる。記事の執筆者は内容が古くならないように適宜更新していく義務を負う。
記事の投稿はオンラインのみで行なわれており、各分野の執筆者はインターネットを通じて記事を提出する。当辞書で現在公開されているエントリーの数は216本。ただし中にはほんの一行だけのエントリーもあり、これからの発展の余地も大きい。執筆を望む項目の一覧ページ、も設置されており、内容の更なる充実が目指されている。